# Слънчев ден
Слънчев ден е ваканционен комплекс от затворен тип, който се намира на територията на курорта Св. св. Константин и Елена. Преди промените през 1989 г. комплексът е бил почивна база на ЦК на БКП. През 1999 г. е приватизиран чрез РМД за няколко милиона долара от бизнесмена Георги Гергов.
Има красива природа, целогодишни денонощни минерални извори, скъпи хотели и места за развлечения. Ограничен за достъп на граждани.